# Grundschule Am Pechauer Platz

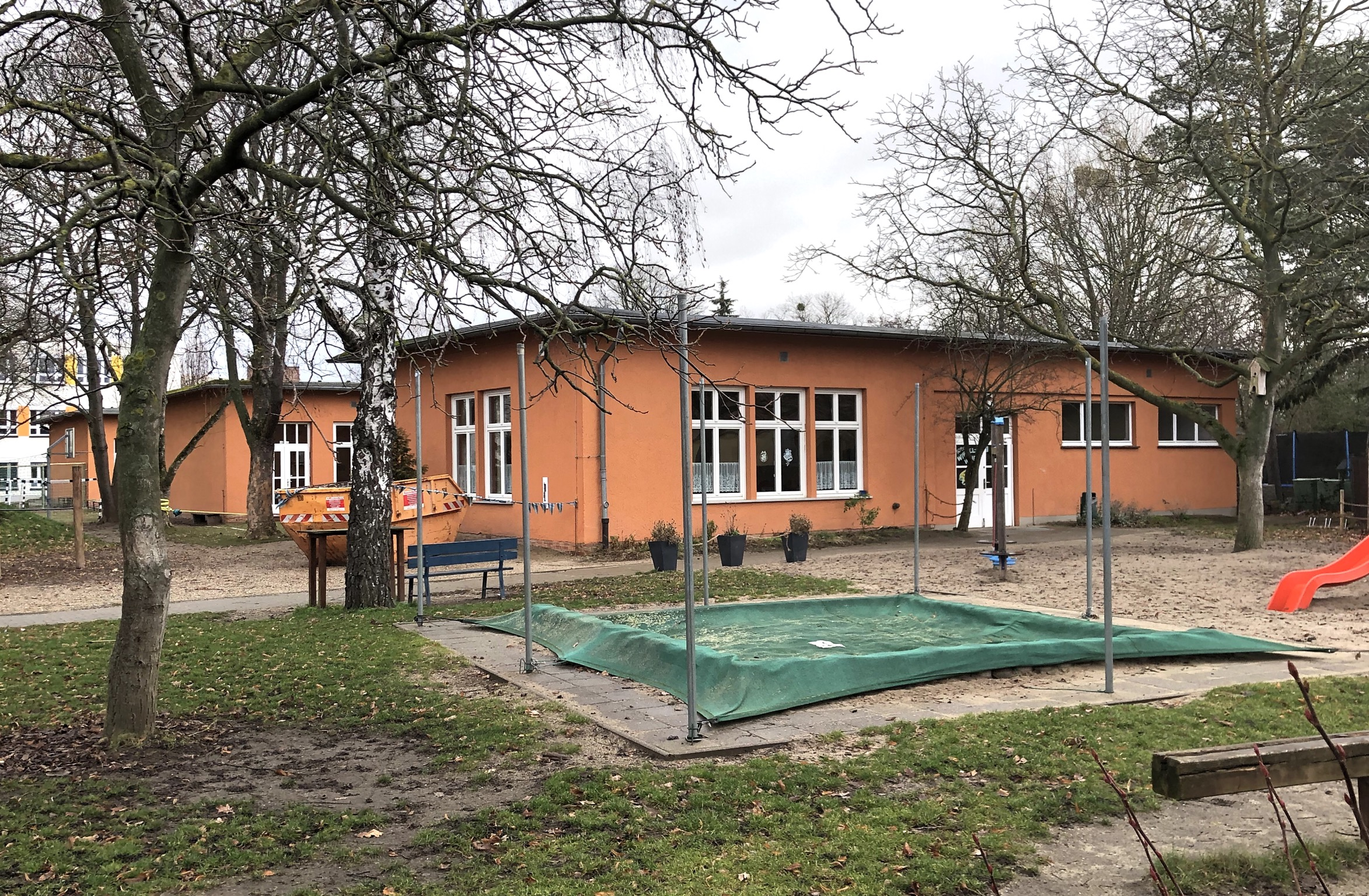
Grundschule Am Pechauer Platz, 2020

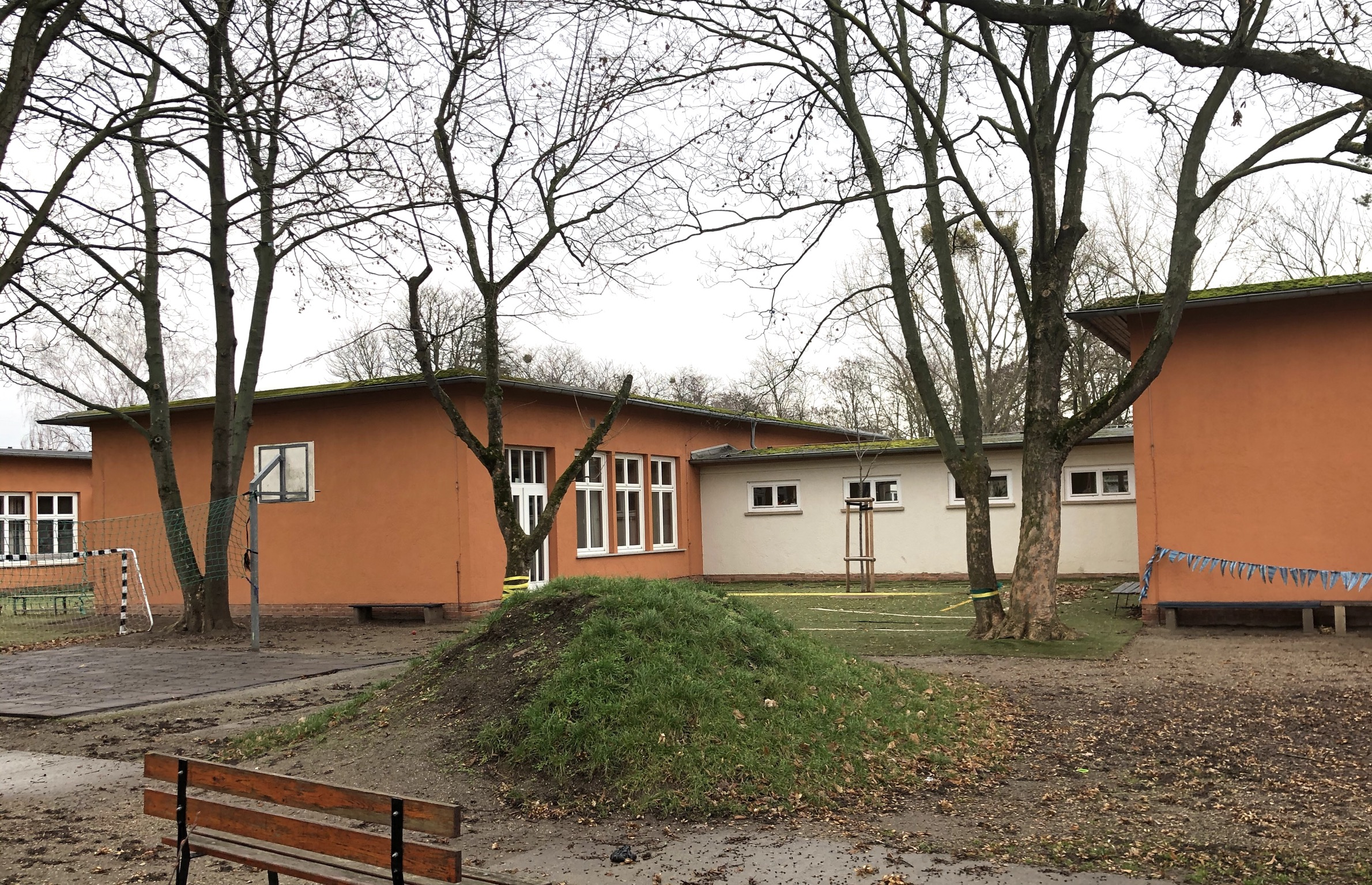
Blick von Westen

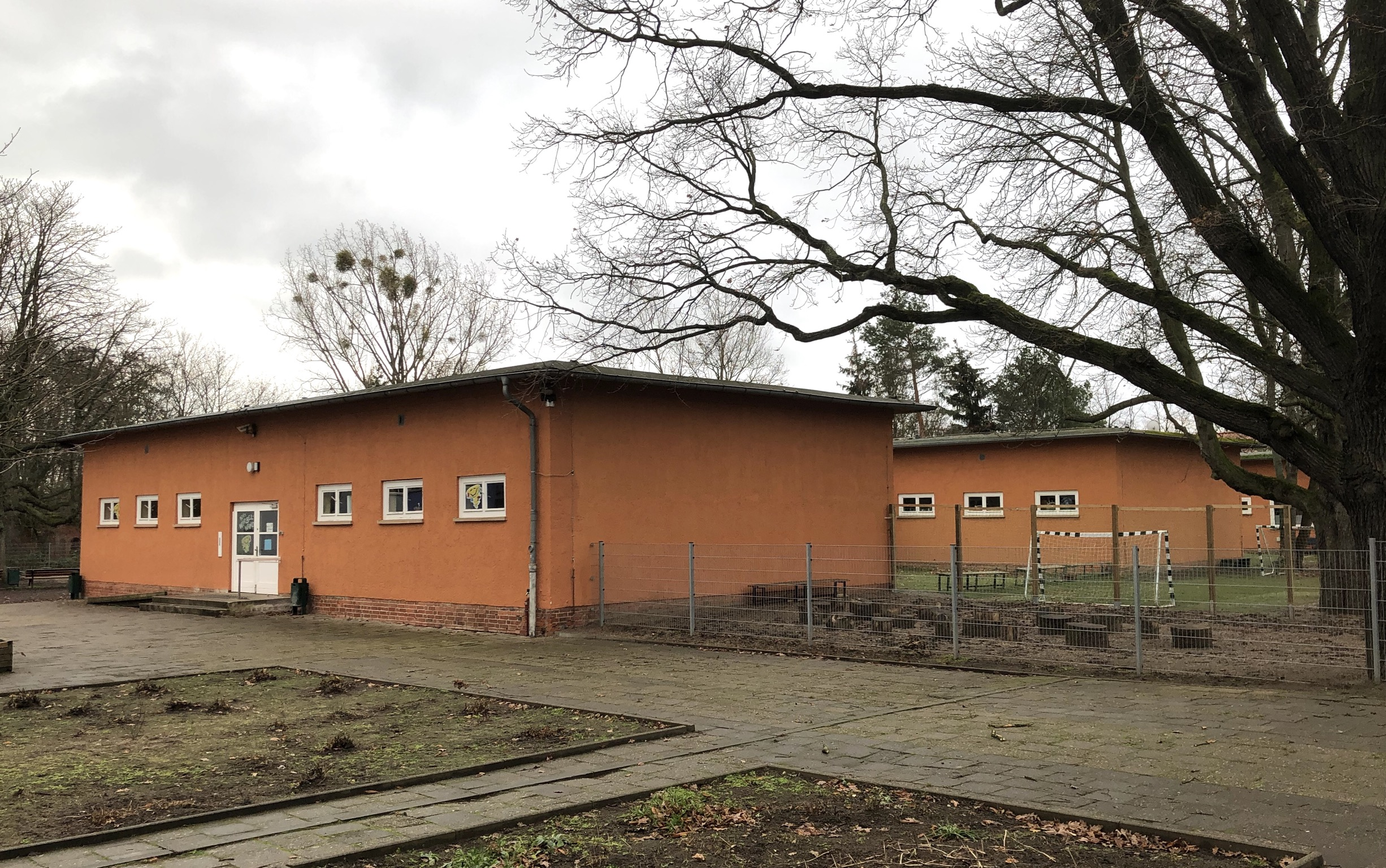
Blick auf die Nordseite des Pavillontrakts

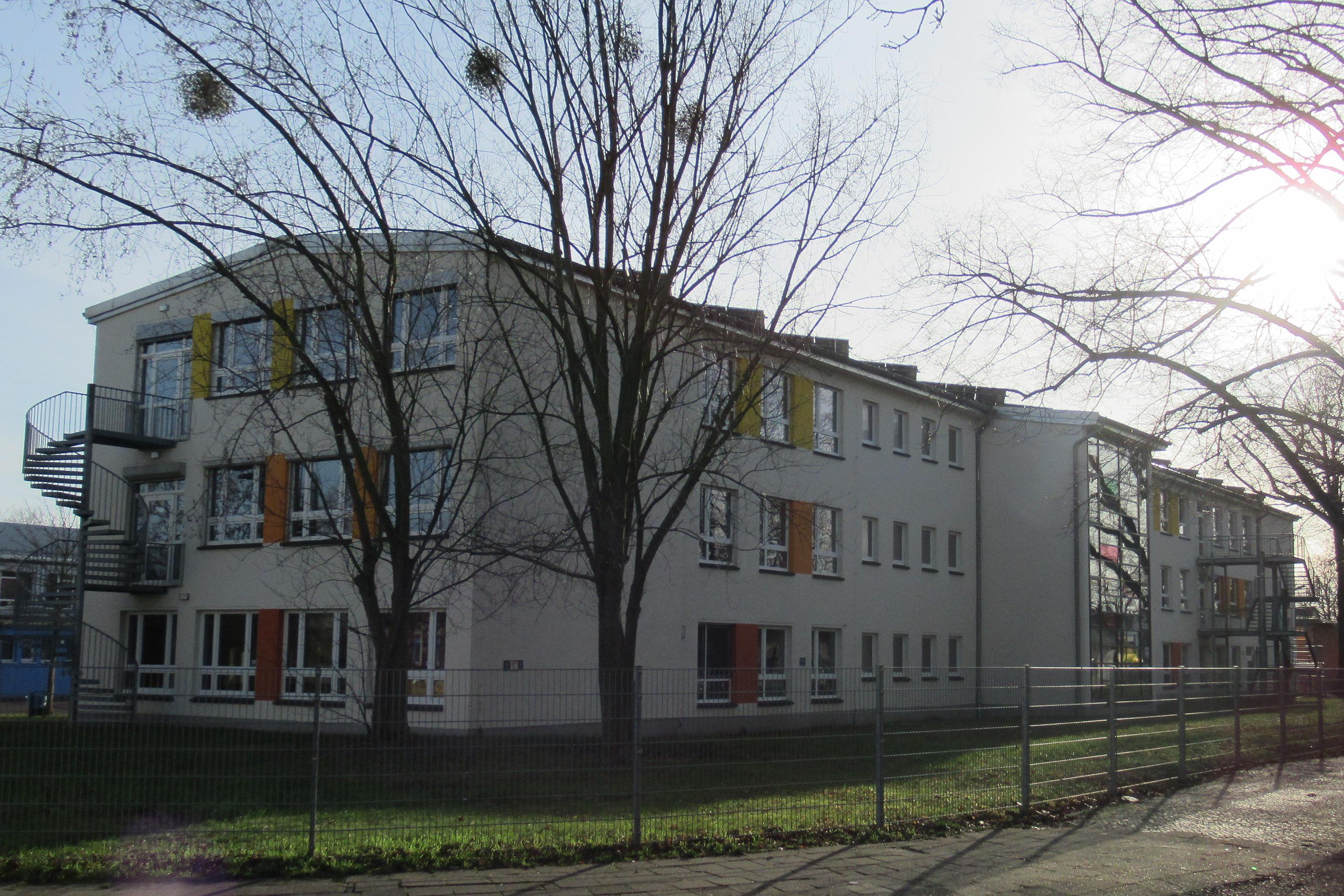
Neubau 1966

Die Grundschule Am Pechauer Platz ist eine in Teilen denkmalgeschützte Grundschule in Magdeburg in Sachsen-Anhalt.

## Lage
Die Schule befindet sich an der Adresse Witzlebenstraße 1 im Magdeburger Stadtteil Cracau, nördlich des Pechauer Platzes. Etwas weiter östlich liegt der Stadtteil Prester.

## Schulausstattung
In der dreizügigen Grundschulen lernen 241 Kinder in zwölf Klassen. An der Schule unterrichten 14 Grundschullehrerinnen und eine Förderschullehrerin (Stand 2019). Neben den Klassenräumen gibt es Fachräume für Fremdsprachen, Gestalten, Informatik und Musik, zwei Angebotsräume sowie eine Turnhalle und eine Kleinsportanlage. Außerdem bestehen im Außengelände Spielmöglichkeiten, ein Schulgarten und ein Feuchtbiotop.
Die Grundschule bietet auch Angebote in Niederdeutscher Sprache an. Für die Schule besteht ein Förderverein.

## Architektur und Geschichte
Der Schulkomplex besteht aus einem denkmalgeschützten Flachbau und einem jüngeren mehrgeschossigen Gebäude.
Der eingeschossige Flachbau entstand in den Jahren 1950/51 als achtklassige Grundschule im Stil einer Gartenschule
nach einem Entwurf der Architektin Brigitte Schünemann vom Landesprojektierungsbüro für das Bauwesen Sachsen-Anhalt, Zweigstelle Magdeburg im Zuge eines Schulbauprogramms in Zeit nach dem Zweiten Weltkrieg. Es war der erste Schulneubau Magdeburgs in der Nachkriegszeit. Gebaut wurde auf dem Gelände des ehemaligen Fort XI der Festung Magdeburg.
Vorgesehen war zunächst der Bau von zwölf Klassen in lockerer Anordnung. Außerdem war eine Turnhalle und Räume für Zeichen-, Werk-, Handarbeits- und Physikunterricht vorgesehen. Auch eine Bibliothek, ein Pionierhaus, ein Wohnhaus für den Hausmeister sowie ein überdachter Pausengang waren geplant. Darüber hinaus war beabsichtigt drei Pavillonbauten für einen Kindergarten zu bauen. Die Anlage war so geplant worden, dass auch eine Erweiterung möglich gewesen wäre. Allerdings konnte das Projekt aufgrund von im Baugrund vorgefundenen Schwemmsand nicht wie geplant durchgeführt werden, so dass nur ein kleiner Teil des ursprünglichen Projekts umgesetzt werden konnte.
Es entstanden drei miteinander durch mittig angeordnete Flure verbundenen Pavillons, die jeweils für zwei Klassen vorgesehen waren. Die Flure der in gleichmäßigem Abstand zueinander angeordneten Gebäude verfügen über hoch liegend angeordnete kleine Fenster. Die in den Pavillons befindlichen Klassenräume sind durch große Fenster hell gestaltet. Jedem Klassenraum ist ein Raum für Lehrmittel, eine Garderobe und ein kleiner Innenhof zugeordnet. Der Innenhof konnte für Unterricht im Freien bzw. Pausen genutzt werden. Auch die Zuordnung eines Schulgartens war beabsichtigt. Es sollte so das Gefühl einer Schulwohnstube entstehen. Bedeckt sind die Pavillons durch vorkragende Flachdächer. Der südlichste Pavillon erhielt Sanitäranlagen. Auf der Ostseite des mittleren Baus wurde später ein moderner Anbau angefügt.
Der Bau gilt als wichtiges Beispiel für die anfängliche Weiterführung der Tradition des Neuen Bauens in den Anfangsjahren der DDR. Zugleich ist er stadtgeschichtlich relevant als Zeugnis der Bemühungen um eine Architektur von Schulen im Sinne reformpädagogischer Ansätze. Ähnliche Gartenschulen waren auch im Bereich Lindenhof, umgesetzt im Neptunweg 11, sowie in anderer Ausführung in Rothensee geplant.
Im örtlichen Denkmalverzeichnis ist die Schule unter der Erfassungsnummer 094 71392 als Baudenkmal verzeichnet.
In den Jahren 1966/1967 entstand nördlich des Pavillontrakts ein Neubau. Nach der friedlichen Revolution des Jahres 1989 wurde dann im Neubau die Sekundarschule „Thomas Mann“, während in den Pavillons die Grundschule Am Pechauer Platz betrieben wurde. Nach der Schließung der Sekundarschule wird das neue Schulgebäude durch die Grundschule genutzte. In den Pavillons ist der Schulhort untergebracht. Im Jahr 2013 erfolgte eine Sanierung der Schule, während dessen war der Schulbetrieb ausgelagert.